# Il super eroe
Il super eroe è stata una serie a fumetti mensile pubblicata dall'Editoriale Corno negli anni '70.
La serie proponeva materiale di genere supereroistico vario della DC Comics, di un periodo che va dagli anni cinquanta ai settanta.
Pubblicata in albi di 64 pagine in formato tascabile, la serie esce solo per 15 numeri, chiudendo nell'agosto del 1979.
Nelle sue pagine sono apparse le avventure degli Esploratori dell’Ignoto (Challengers of the Unknown) di Joe Simon e Jack Kirby, di Shade l'uomo cangiante di Steve Ditko, de Gli Immortali (Forever People) e di Mister Miracle -due serie di Jack Kirby legata al mondo dei Nuovi Dei-, di Star Hunters, Starfire e Isis.

## Serie a fumetti pubblicate
- Gli Esploratori dell’Ignoto
- Gli Immortali
- Mister Miracolo
- Shade l’uomo cangiante
- Star Hunters
- Starfire
- Isis